# Дом-музей Генерального судьи Василия Кочубея
Дом-музей Генерального судьи Василия Кочубея (укр. Будинок-музей Генерального судді Василя Кочубея) — музейный объект Национального историко-культурного заповедника «Гетманская столица» и памятник архитектуры национального значения в Батурине.

## Архитектура
Здание построено во второй половине XVII века в стиле украинского (казацкого) барокко. До настоящего времени оно дошло в несколько перестроенном виде. Зданий такого типа в Украине почти не сохранилось.
Функциональная типология объекта — административное здание, с начала XVIII века — жилищное. Дом кирпичный. В основе плана лежит прямоугольник с ризалитными выступлениями на восточном и западном фасадах размером 22,6 м×10 8 м. Строительный объём ~ 1300 м², полезная площадь ~ 221 м², площадь застройки — 242 м².
Дом одноэтажный с подвалом. Объём первоначальной постройки с подземным этажом (подвалом) и надземной частью, которые сохранились до нашего времени, является большой ценностью в качестве примера зодчества второй половины XVII века.

## История музея
В 1925 году по инициативе Общества пчеловодов им. П. И. Прокоповича в доме открыт музей имени П. И. Прокоповича, который раскрывал страницы жизни и деятельности этого выдающегося пчеловода. Но с началом сплошной коллективизации, в 1932 году музей закрыли, его экспонаты передали в Конотопский краеведческий музей, где они находятся до сих пор.
В 1973—1975 годах продолжалась реставрация здания. В 1975 году в доме открыт историко-краеведческий музей. Его первая экспозиция была посвящена пчеловоду Петру Прокоповичу, по случаю 200-летия со дня его рождения.
Постановлением Кабинета Министров УССР от 06.09.1979 № 442 «Про дополнение списка памятников градостроения и архитектуры Украинской ССР, которые находятся под охраной государства» («Про доповнення списку пам'яток містобудування і архітектури Української РСР, що перебувають під охороною держави») присвоен статус памятник архитектуры национального значения с охранным № 1770 под названием Дом Кочубея.
Во исполнение Постановления Кабинета Министров Украины № 445 от 14 июня 1993, на базе Батуринского историко-краеведческого музея в 1994 году был создан Батуринский государственный историко-культурный заповедник «Гетманская столица». Масштабная реставрация дома Кочубея прошла в период 2003—2005 годы. Сейчас Дом Генерального судьи В. Кочубея имеет статус отдела заповедника «Гетманская столица».

## Музейная экспозиция

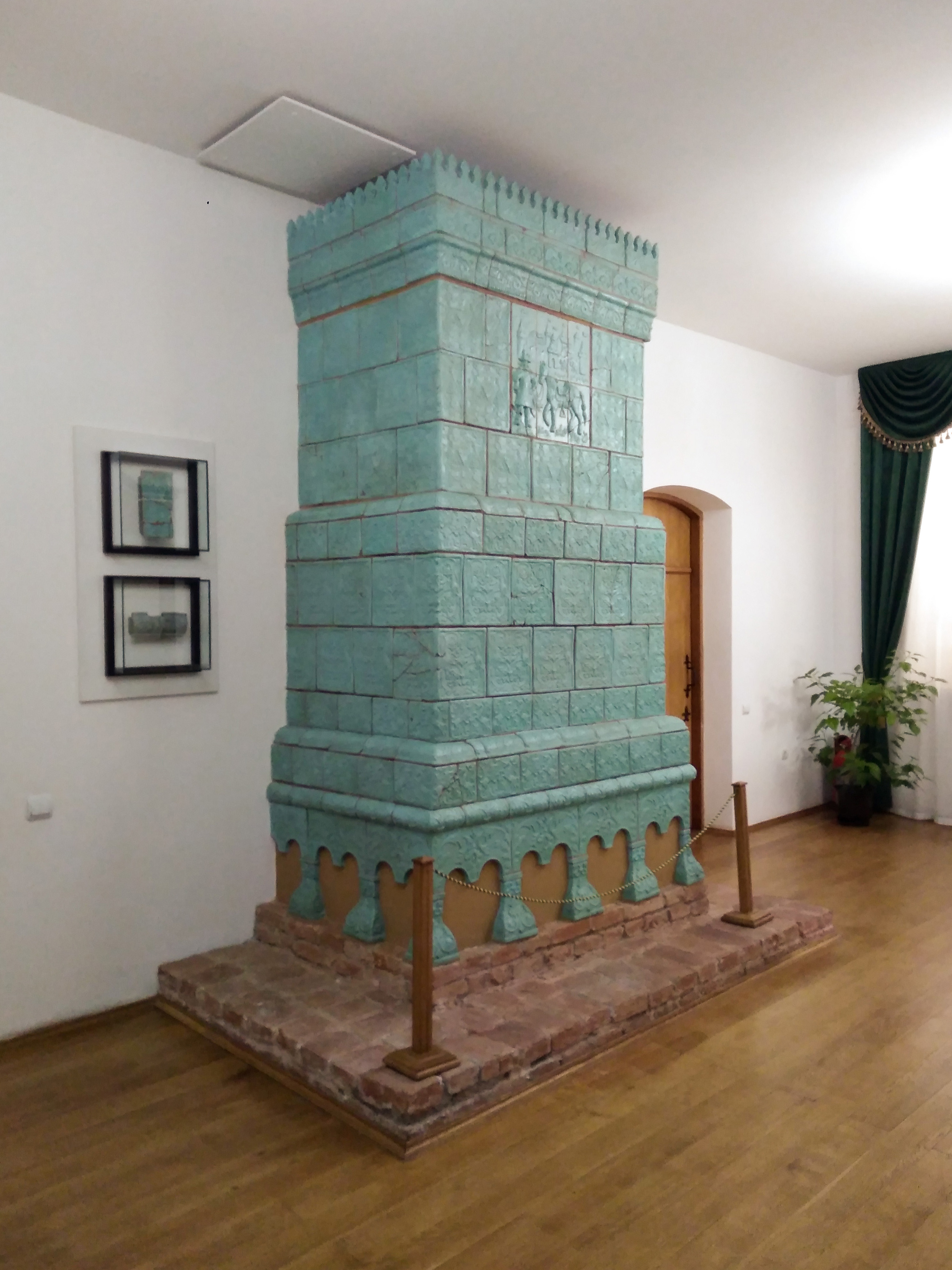
"Лазуревая печь" дома В. Кочубея.

История дома освещена в его четырёх залах и подвальном помещении.
Экспозицию открывает зал, который знакомит с историей строительства, реставрации и использования дома. Тема раскрыта оригинальными предметами из дома — замками и ключами XVII—XVIII вв.
Глубоко раскрыта история семьи Кочубеев благодаря родовом древу Кочубеев, семейным портретам. Отдельные экспозиции посвящены автору знаменитой казацкой летописи — Самуилу Величко.
Теме любви Матрены Кочубей и гетмана Ивана Мазепы посвящена зала, центральное место в которой занимают письма гетмана Мазепы к Матрене. Украшением зала является икона «Богоматерь», подаренная в 1704 году гетманом Иваном Мазепой из церкви города Жолква. В экспозиции представлен и взгляд потомков — гравюры Василия Лопаты, Сергея Якутовича.
Четвёртый экспозиционный зал знакомит с историей семьи последнего владельца усадьбы Кочубеев — Василия Петровича Кочубея.
Уникальной частью здания является подвал, который за несколько веков не претерпел перестройки. В подвальном помещении воссоздан интерьер тюрьмы, где представлены восковые фигуры судебного канцеляриста и узника.

## Галерея

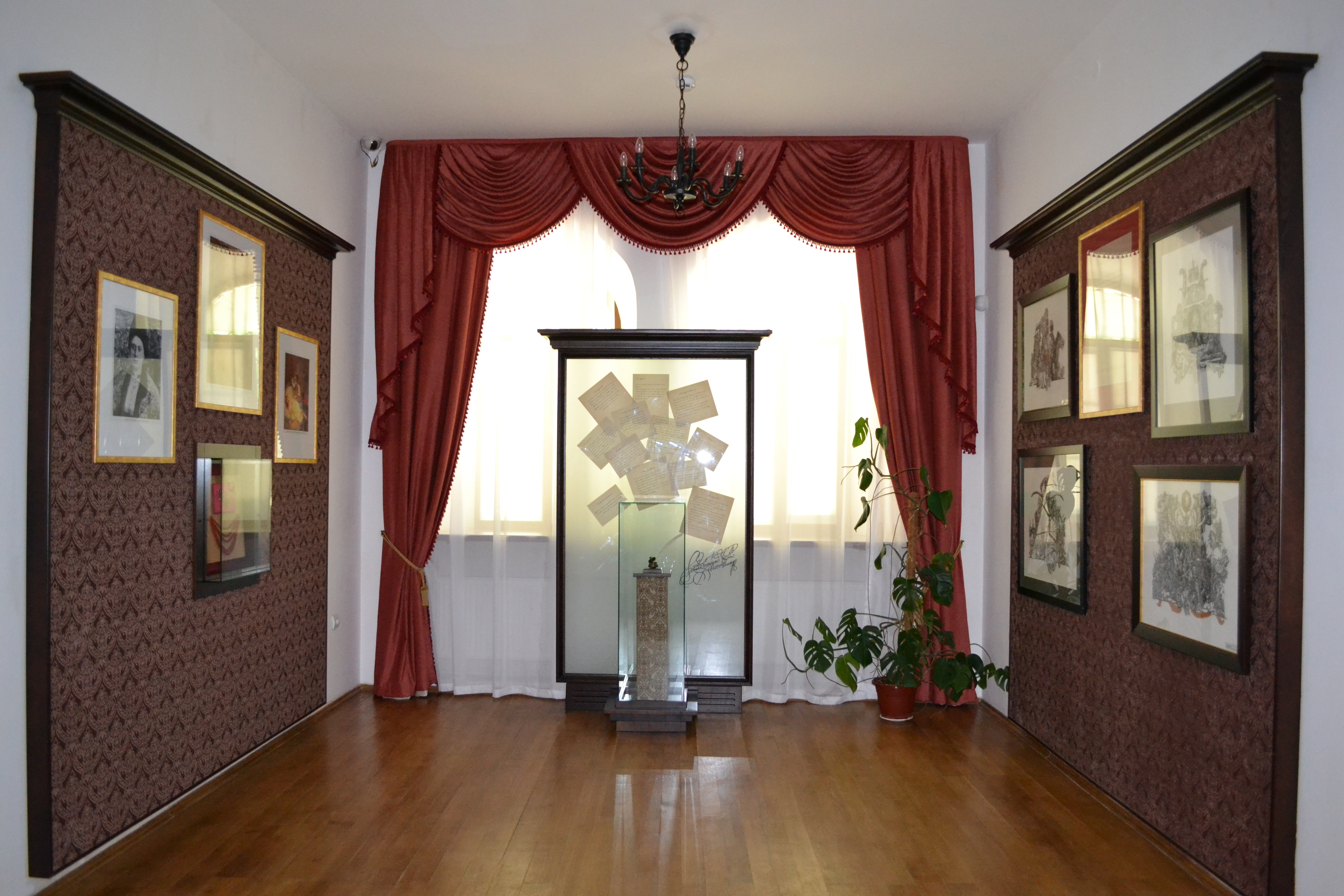
Письма Ивана Мазепы к Мотре Кочубей
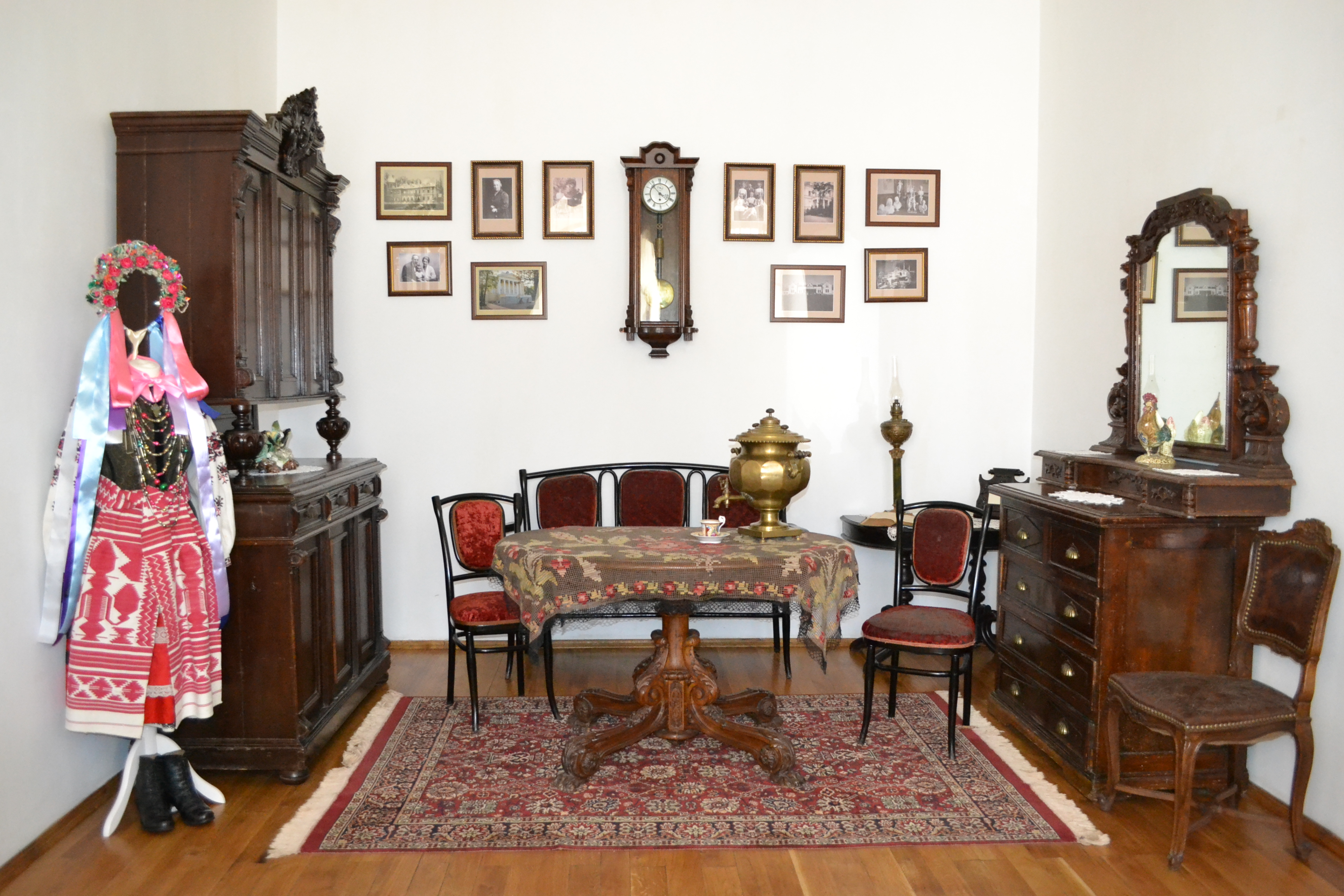
Мебель Кочубеев в экспозиции музея
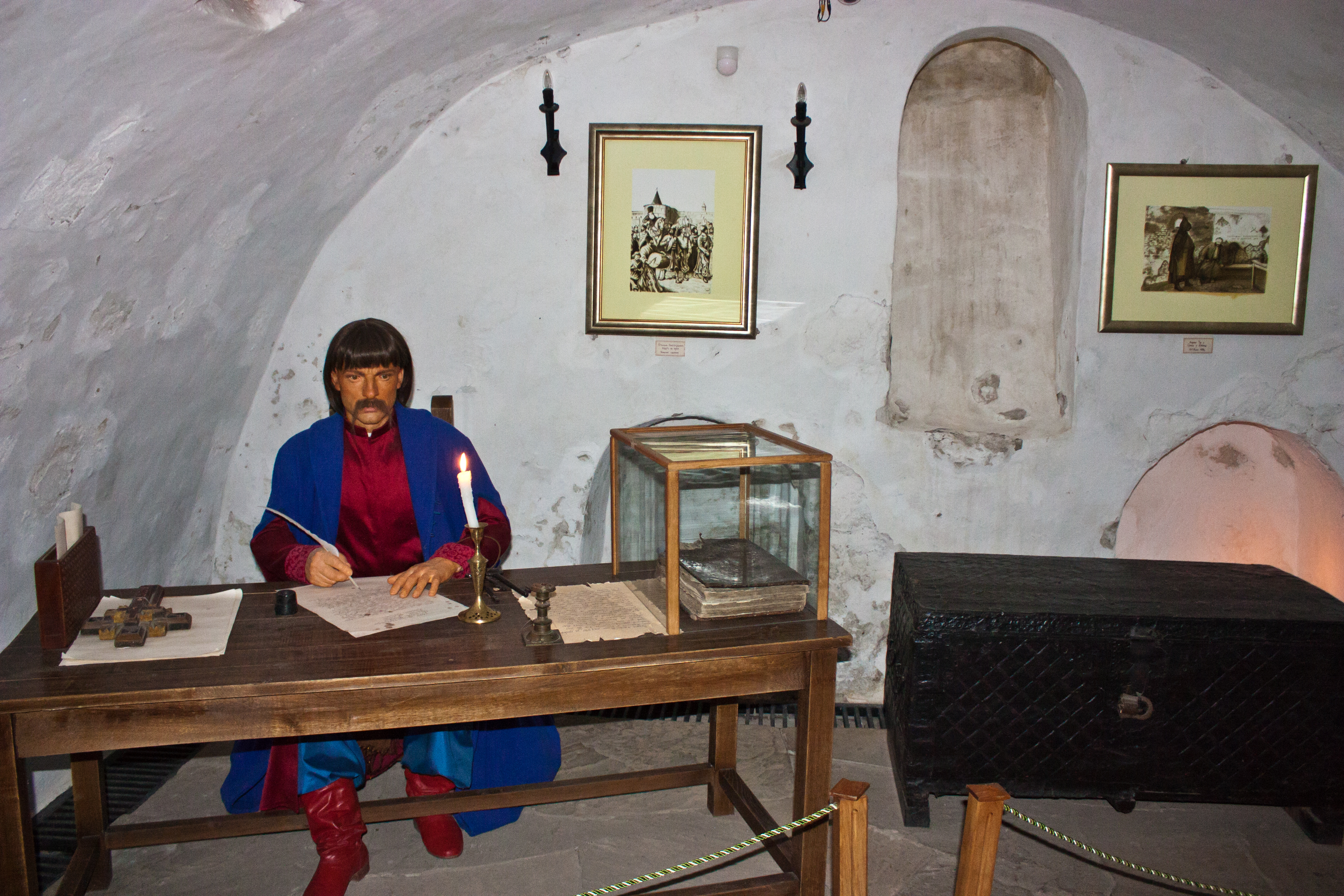
Экспозиция в подвале дома Кочубея
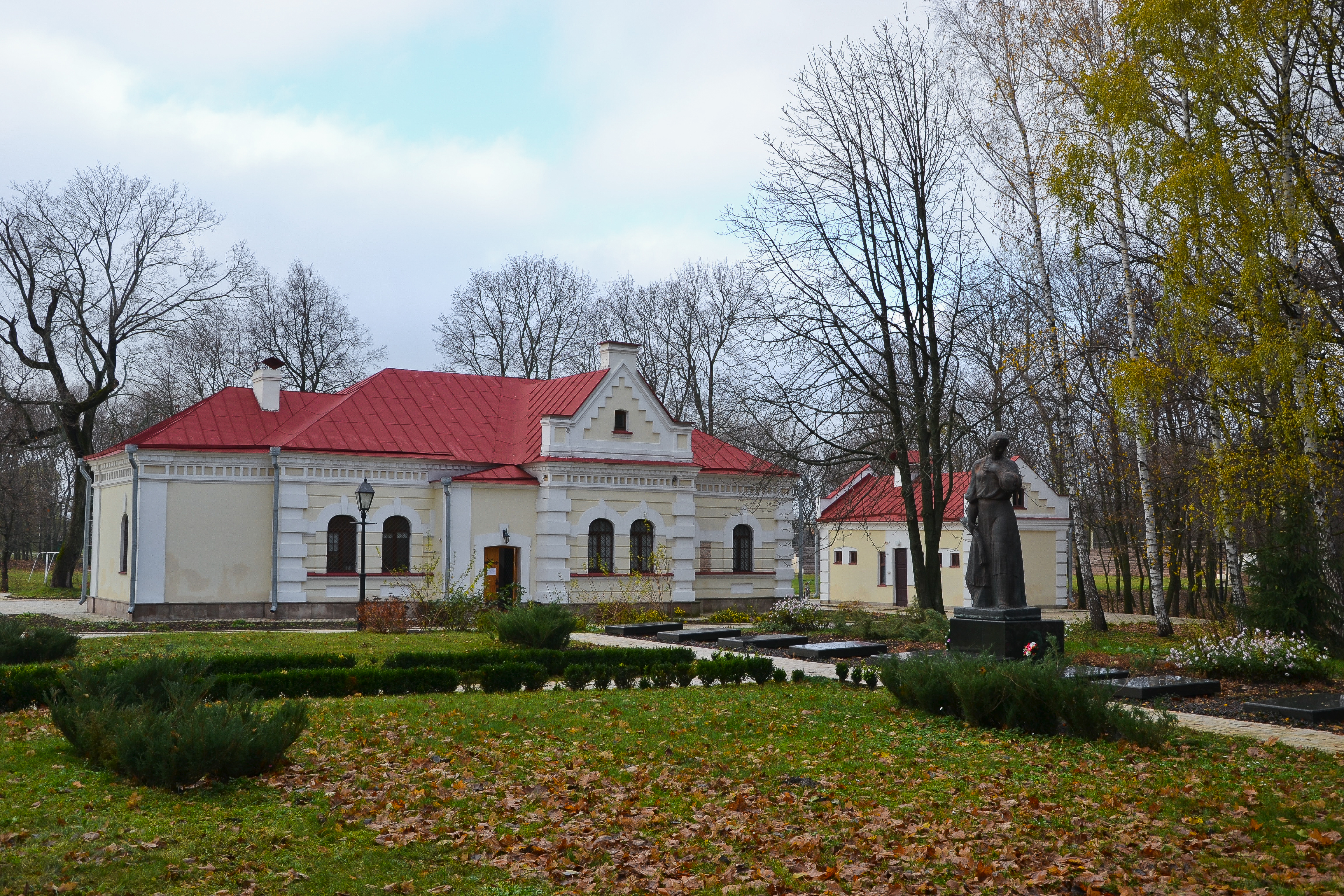
Южный фасад дома Кочубея